# Kukui
kukui（くくい）は、myu（キーボード）・霜月はるか（ボーカル）の音楽ユニット。Mellow Headに所属している。

## 概要

### 来歴
元々は「refio」なるmyuとriyaのユニットであったが、riyaが菊地創とのユニット「eufonius」の結成に伴って脱退する。その後「refio」はmyuのソロプロジェクトとなったが、ボーカルに霜月はるかを迎え「refio＋霜月はるか」として、シングル「透明シェルター」を発売する。これ以後は「kukui」としての活動をはじめ、アルバム「光の螺旋律」にて新たにデビューを果たすことになる。幻想的な歌詞・穏やかな曲調・プログレッシブ・ロック的な曲が多い。最近はメンバー以外も参加していることがある。

### ユニット名の由来
kukuiという名前は、ハワイのククイの木（ハワイの州の木）から。ユニット名を決めるときに「響きが可愛い」「自然なナチュラルな感じ」の名前を探していたところハワイのククイの木の存在を知り、kukuiと名付けた。

## 作品

### シングル
| 枚  | 発売日        | タイトル        | 規格品番  | 最高位 |
| --- | ------------- | --------------- | --------- | ------ |
| 1st | 2004年4月25日 | 透明シェルター  | LHCM-1003 | 76位   |
| 2nd | 2006年1月25日 | Little Primrose | LHCM-1018 | 76位   |
| 3rd | 2006年4月26日 | Starry Waltz    | LHCM-1021 | 103位  |
| 4th | 2007年5月23日 | コンコルディア  | LHCM-1034 | 63位   |
| 5th | 2009年2月18日 | 地図散歩        | LHCM-1055 | 57位   |
| 5th | 2010年8月13日 | 瞬間シンパシー  | CSCD-0003 |        |

### アルバム
| 枚  | 発売日         | タイトル   | 規格品番  | 最高位 |
| --- | -------------- | ---------- | --------- | ------ |
| EP  | 2005年11月23日 | 光の螺旋律 | LHCA-5024 | 81位   |
| 1st | 2007年4月25日  | Leer Lied  | LHCA-5072 | 62位   |
| 2nd | 2007年10月24日 | 箱庭ノート | LHCA-5079 | 127位  |

### コンピレーション
| 発売日   | 商品名                                                     | 歌     | 楽曲                                                                      | タイアップ                                                      | 備考                               |
| 2006年   | 2006年                                                     | 2006年 | 2006年                                                                    | 2006年                                                          | 2006年                             |
| -------- | ---------------------------------------------------------- | ------ | ------------------------------------------------------------------------- | --------------------------------------------------------------- | ---------------------------------- |
| 8月23日  | ローゼンメイデン トロイメント Character Drama Vol.1 水銀燈 | kukui  | 「彼方からの鎮魂歌（Drama Version）」                                     | テレビアニメ『ローゼンメイデン トロイメント』イメージソング     | 作詞：霜月はるか / 作曲・編曲：myu |
| 9月22日  | ローゼンメイデン トロイメント Character Drama Vol.2 金糸雀 | kukui  | 「ピチカート日和（Drama Version）」                                       | テレビアニメ『ローゼンメイデン トロイメント』イメージソング     | 作詞：霜月はるか / 作曲・編曲：myu |
| 10月25日 | ローゼンメイデン トロイメント Character Drama Vol.3 翠星石 | kukui  | 「みどりのゆび（Drama Version）」                                         | テレビアニメ『ローゼンメイデン トロイメント』イメージソング     | 作詞：霜月はるか / 作曲・編曲：myu |
| 2007年   |                                                            |        |                                                                           |                                                                 |                                    |
| 2月7日   | ローゼンメイデン トロイメント Character Drama Vol.6 雛苺   | kukui  | 「近くて遠いゆめ（Drama Version）」                                       | テレビアニメ『ローゼンメイデン トロイメント』イメージソング     | 作詞：霜月はるか / 作曲・編曲：myu |
| 6月27日  | 水銀燈の今宵もアンニュ〜イ Vol.2                           | kukui  | 「彼方からの鎮魂歌」                                                      | テレビアニメ『ローゼンメイデン オーベルテューレ』イメージソング | 作詞：霜月はるか / 作曲・編曲：myu |
| 8月8日   | oratorio                                                   | kukui  | 「流れ星ひとつ」                                                          | テレビアニメ『sola』イメージソング                              | 作詞：霜月はるか / 作曲・編曲：myu |
| 12月21日 | ローゼンメイデン トロイメント〜クリスマス編〜              | kukui  | 「Thankful Anniversary」                                                  | テレビアニメ『ローゼンメイデン トロイメント』イメージソング     | 作詞：霜月はるか / 作曲・編曲：myu |
| 2008年   |                                                            |        |                                                                           |                                                                 |                                    |
| 4月16日  | Tears...for truth 〜true tearsイメージソング集〜           | kukui  | 「空回りのエアメール」                                                    | テレビアニメ『true tears』イメージソング                        | 作詞：霜月はるか / 作曲・編曲：myu |
| 2009年   |                                                            |        |                                                                           |                                                                 |                                    |
| 1月7日   | brilliant world                                            | kukui  | 「Flourish」 「大いなる営み」 「永久の雪と咎」 「未来の果て」 「Passage」 | テレビアニメ『テイルズ オブ ジ アビス』イメージソング           | 作詞：霜月はるか / 作曲・編曲：myu |
| 2010年   |                                                            |        |                                                                           |                                                                 |                                    |
| 7月7日   | 刀語 第四巻 薄刀・針 特典CD                                | kukui  | 「虚無の華」                                                              | テレビアニメ『刀語』第4話エンディングテーマ                     | 作詞：霜月はるか / 作曲・編曲：myu |

### タイアップ
| 楽曲            | タイアップ                                                          | 時期   |
| --------------- | ------------------------------------------------------------------- | ------ |
| 透明シェルター  | テレビアニメ『ローゼンメイデン』エンディングテーマ                  | 2004年 |
| 光の螺旋律      | テレビアニメ『ローゼンメイデン トロイメント』エンディングテーマ     | 2005年 |
| Little Primrose | テレビアニメ『鍵姫物語 永久アリス輪舞曲』オープニングテーマ         | 2006年 |
| Starry Waltz    | テレビアニメ『西の善き魔女 Astraea Testament』オープニングテーマ    | 2006年 |
| 空蝉ノ影        | テレビアニメ『ローゼンメイデン オーベルテューレ』エンディングテーマ | 2006年 |
| コンコルディア  | テレビアニメ『神曲奏界ポリフォニカ』エンディングテーマ              | 2007年 |
| 地図散歩        | テレビアニメ『マリア様がみてる 4thシーズン』オープニングテーマ      | 2009年 |